# 1968年メキシコシティーオリンピックのパキスタン選手団
1968年メキシコシティーオリンピックのパキスタン選手団（1968ねんメキシコシティーオリンピックのパキスタンせんしゅだん）は、1968年10月12日から10月27日にかけてメキシコの首都メキシコシティーで開催された1968年メキシコシティーオリンピックのパキスタン選手団、およびその競技結果。

## 概要
今大会は金メダル1個を獲得した。

## メダル

### 金
- 男子フィールドホッケー